# Olaf Lindenbergh

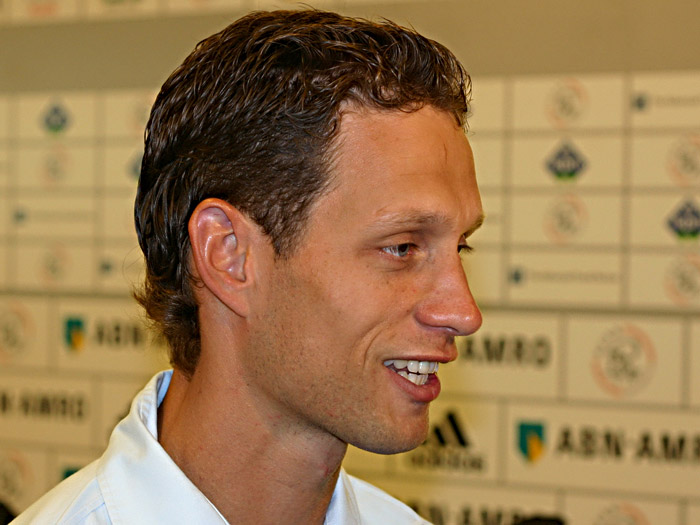
Olaf Lindenbergh

Olaf Lindenbergh (* 6. Februar 1974 in Purmerend) ist ein ehemaliger Fußballspieler aus den Niederlanden.
Lindenbergh begann seine Karriere 1994 bei De Graafschap. Dort erzielte er in 159 Spielen 6 Tore. 1999 wechselte er zum AZ Alkmaar. Dort absolvierte er 139 Spiele und schoss ebenfalls 6 Tore. 2005 wechselte Lindenbergh für 2 Mio. Euro zu Ajax Amsterdam, für die er 30 Spiele bestritt. Anfang September 2007 verließ er den Verein und wechselte zu Sparta Rotterdam. Zur Saison 2010/11 unterschrieb Lindenberg, bei FC Volendam einem Vertrag. Nach zwei Jahren für den FC Volendam, kehrte er im Juni 2012 nach Amsterdam zurück und unterschrieb einen Vertrag bei ASV De Dijk.

## Titel und Erfolge
Ajax Amsterdam
- Niederländischer Pokalsieger: 2006, 2007